# Martha Adema
Martha Adema (verheiratete Martini; * 16. August 1922; † 18. Oktober 2007) war eine niederländische Sprinterin.
Bei den Europameisterschaften 1946 in Oslo siegte sie zusammen mit Gerda Koudijs, Nettie Timmer und Fanny Blankers-Koen in der 4-mal-100-Meter-Staffel.
Ihre persönliche Bestzeit über 100 Meter von 12,2 s stellte sie am 13. Juli 1941 in Rotterdam auf.
| Personendaten    | Personendaten              |
| ---------------- | -------------------------- |
| NAME             | Adema, Martha              |
| ALTERNATIVNAMEN  | Martini, Martha            |
| KURZBESCHREIBUNG | niederländische Sprinterin |
| GEBURTSDATUM     | 16. August 1922            |
| STERBEDATUM      | 18. Oktober 2007           |